# Corning (Kalifornia)
Corning – miasto w Stanach Zjednoczonych, w stanie Kalifornia, w hrabstwie Tehama.